# Осташевские
Осташевские (Осташевские-Осташи-Остоя; пол. Ostaszewski) — польская шляхетская (дворянская) семья.
Согласно источникам — прямая ветвь рода Остоя (Ostoya). Основатели и главы клана Остоя  (Клан Ostoja латынь: Ostoya) — средневекового объединения рыцарей, высокопоставленных чиновников и королей Европы.

## История
Род Остоя является одним из древнейших родов феодальной аристократии в Польше.
История рода Остоя восходит к 1069 г., когда король Польши Болеслав II Смелый (правил с 1058 по 1080 гг.) за храбрость и преданность удостоил хорунжего (полковника) Остоя рыцарского титула и освободил его и его детей от всех податей и налогов. Этой чести хорунжий Остоя был удостоен за храбрую атаку, окружение и уничтожение малыми силами лагеря мятежников, во время похода на Киев, который Болеслав II Смелый предпринял по просьбе киевского князя Изяслава Ярославовича (второго сына Ярослава Мудрого) с целью вернуть тому власть, которую князь Изяслав потерял в результате восстания заговорщиков (1068 г.) во главе с князем Всеславом Полоцким. Заговор был подавлен и в 1070 г. князь Изяслав вновь занял Киевский престол. Упоминается это событие и в «Повести временных лет».
Герб Остоя упоминается намного позже — 2-3 века спустя. Скорее всего, человек имевший звание хорунжего и обличенный властью командира не был простолюдином, вероятнее всего, род существовал и до награждения рыцарским титулом его представителя, однако четких исторических фактов нет, есть лишь упоминания, имена, владения позволяющие предполагать более древнее происхождение рода носившего ранее имена Stibor,Czcibor….- Czci -честь, достоинство, bor — борец, защитник, то есть защитник чести.
Часто местом проживания родов клана указывается современная Польская Галиция и смежные области, возможны рутенские (русинские) корни части семей рода и происхождение фамилии Осташевский из клана Остоя, поскольку там помимо ляхов-полян проживали и рутены (русины в те времена это прямые потомки тиверцев, уличей и белых хорватов, последние жили в Восточных Карпатах и Галиции). Очень примечательно, что русины средневековья (а именно белые хорваты) считали себя потомками скифов-сарматов осевших на восточной границе римской империи по Дунаю и в местах соприкосновения Римской империи и славян.
Дракон на одном из первых вариантов герба Остоя и некоторые другие факты трактуются часто как указание на скифо-сарматское происхождения некоторых семей клана от кавалеристов-наемников Рима, охранявших его восточные рубежи по Дунаю и границам со славянами и германцами, ведущих свою историю со времен его распада и раннего средневековья . Именно дракон был их символом-тотемом (Dragon-Dragun-Drako, то есть дакрон-драгун, род войск — тяжелая кавалерия).
В то время (в 11 веке) современные народы только -только начинали формироваться, говорить о польском происхождении рода некорректно, как и разделять русских и украинцев(русичей), поляков и др. В 11 веке правильней было бы говорить о славянских племенах — полянах, древлянах, кривичах, ободритах, рутенах и др. говоривших почти на одном языке и ещё ощущавших себя от Берлина до Киева, и от Новгорода до Белграда почти одним народом или очень близкими родственными народами.
У всех восточно-славянских народов в то время, время активной христианизации было имя Остап-Осташ-Осташко производные от греческого имени Евстафий, даваемое в крещении, означающее твердый, устойчивый . Притяжательное в смысле сын Осташа в форме Осташевский сохранилась в польском языке, однако отлично от современного польского аналогичного образования фамилии Сташевский -сын Сташека . Это отличие указывает на гораздо древнее происхождение фамилии, её общеславянские, возможно древние русинские корни . Древнерусский язык (вернее старославянский 10-13 веков) так же допускал подобное формирование фамилии, как притяжательное производное от топонима или притяжательное в смысле принадлежности сына или рода: старинное Оствшевс-кий (как и Шуйский, Пожарский, Оболенский), а кий в старославянском это мужчина, мужское начало, палка, дубина, оглобля -вместо современного тюркизированного притяжания -ов-ев из 16-19 веков в русском языке и -ко в украинском . Однако в русском языке такой фамилии- Осташевский нет или она не сохранилась при исторических и языковых пертурбациях (многократного уничтожения князей, бояр-княжат, старых родов и заменой их дворянами), несмотря на обилие тех же корней и имен — Осташ-Остап- Осташко-Осташков-Осташево-Осташково и пр. Значение самого имени (прозвища) Остоя на старославянском  возможно имеет тот же или похожий смысл — стоять, оставаться, стоять твердо . (ср. стояти — стоять украинский язык, у(о)стойчивый -русский язык, отстойчивость — кораблестроение). Это и неудивительно — фамилия персонифицирована, связана с родом Остоя его ареалом.
От рода Остоя берут начало многие знатные шляхетские роды и не только в Польше, а по всей Восточной Европе, а также русско-шляхетские роды Литвы , Украины (Малороссии) , России. Можно действительно говорить о рыцарском клане Остоя, игравшем определённую политическую роль в жизни восточноевропейских государств средневековья . Представители рода имели обширные владения и влияние в Польше, Словакии, Хорватии, Литве, Венгрии, Белоруссии, Украине и Малороссии . Осташевские являются прямой родовой ветвью Остоя, носителями его герба в почти в изначальном варианте (отличие в элементах раскраски). Дворец в Wzdów в Польской Галиции был самой известной резиденцией семьи Осташевских .
Во времена Речи Посполитой , Воссоединения Украины(Малороссии) и России, присоединения к Российской Империи земель на западе (Польский раздел и др .) потомки этих фамилий оказались в России (Российской Империи). и осели в ней.
Одним из близких сподвижников батьки Хмеля (Богдана Хмельницкого) во время восстания казачества против господства Польши и объединения с Россией был представитель рода Осташевских, занимавшийся его юридическими и международными делами.
Лев Толстой в детских воспоминаниях упоминает особняк (Тверской Бульвар владение 17) с прекрасным огромным садом в центре Москвы принадлежащий богачу майору Осташевскому.
В Российской Империи Осташевские, согласно данным о списках дворянства, это землевладельцы (как правило это территория современной Украины — Малороссия, правобережная Украина, а в 18-19-20 веках ещё получатели от царя за службу земель в Новороссии — Одесса , Херсон и т. д.). Род занятий — государственная и военная служба (есть в списках полков), часто это и дворянская интеллигенция . В процессе обнищания мелкопоместного дворянства 17-19 веках часть потомков клана Остоя оказалась в среде разночинцев . Во время польских восстаний, народовольческого движения фамилия встречалась в местах массовой ссылки поляков и революционеров — Поволжье , Сибирь, пополнив ряды ранее (начиная с 17 века) осевших на территории Российской Империи Осташевских. Один из Осташевских вспоминает семейный рассказ о том, что его пра(..)прадед-революционер поменялся в сибирской ссылке фамилиями со ссыльным поляком .
До Первой Мировой в землях Польши , Литвы , Белоруссии, Галиции так же встречаем деятелей культуры, науки, служителей культа, администраторов, военных с этой фамилией как и в России.
Польская довоенная элита придерживалась крайне националистических, этнократических и русо-украинофобских, взглядов — польские военные стратеги участвовали в дележе Чехословакии и мнили себя союзниками Гитлера в борьбе с СССР, однако были обмануты нацистами и вероломно разгромлены. Войны и революции, развели носителей этих фамилий по разным лагерям.
Звучная и красивая фамилия возможно стала маркером для ретивых следователей НКВД в годы большого террора . Непропорционально часто встречается фамилия Осташевский в списках репрессированных, осужденных и расстрелянных НКВД, часто обвинялись как иностранных шпионов за национальность или просто фамилию . Есть такая фамилия в списке жертв катынского расстрела среди польских офицеров .
Среди бойцов Красной Армии фамилия встречается в наградных листах и сводках потерь, списках партизанских отрядов .

## Герб Осташевских
Семейным гербом Осташевских является герб Остоя.
Рыцарский герб Остоя является древнейшим рыцарским гербом в Польше, им пользуется около 200 родов. Старые варианты герба Остоя отличались от современного, часто наличием над щитом головы дракона, как символа кавалерии, указывающего на древнее скифо-сарматское происхождение от конников Римской Империи.
Герб Осташевских мало чем отличается от герба Остоя: в поле червлёном два полумесяца золотых, обращённых рогами один влево, другой вправо; а меж ними острием вниз меч, крыж которого имеет вид креста; над шлемом голова дракона. Герб Осташевских отличается от герба Остоя, тем, что над шлемом располагается три страусиных пера. Герб Осташевских изображён на дворянской грамоте фамилии.
Герб сохранился на одном из зданий Минска. Ранее герб Остоя был на доме Пашкова (Библиотеке им. Ленина), при реставрации был уничтожен. Находился на стороне здания, выходящей на Кремль.